# Ajo macho

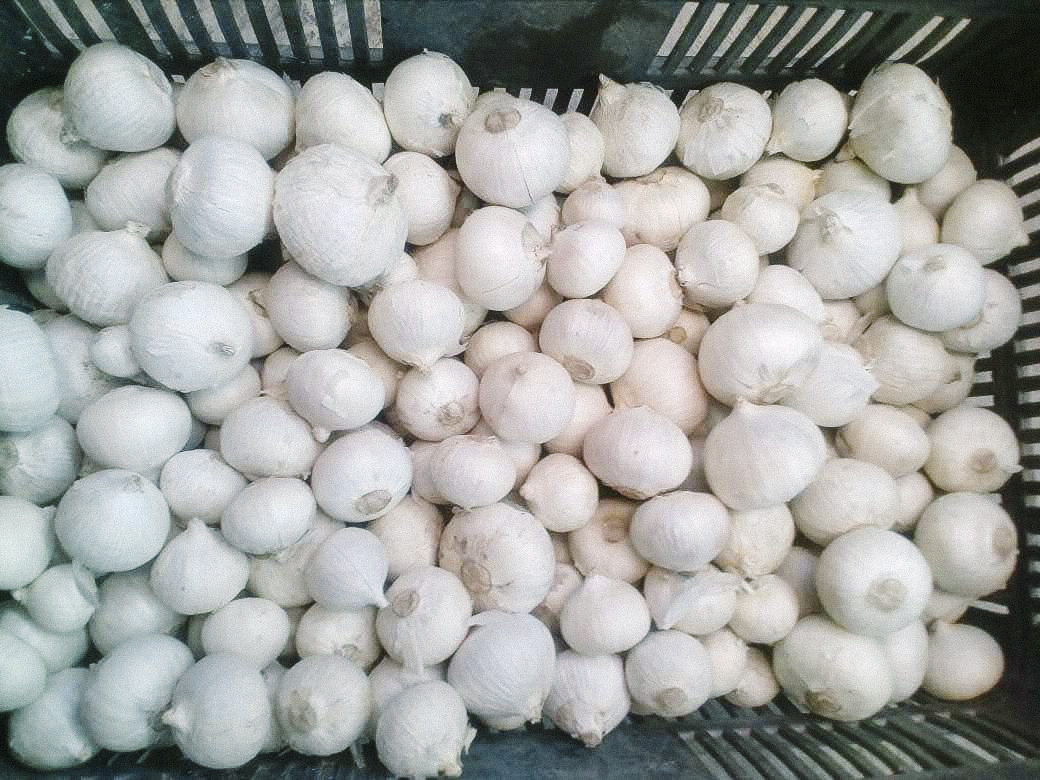
Ajos machos.

El ajo macho es una hortaliza muy extendida por toda Latinoamérica, más que por su uso culinario, especialmente por su uso en esoterismo. Por ejemplo, entre los inganos de Bolivia, Ecuador y el Perú se usa como talismán de la suerte. Es el bulbo de una variedad de la especie Allium ampeloprasum, la misma que el puerro, aunque también puede referirse al bulbo de Allium neapolitanum (sin. Nothoscordum inodorum), conocida en otros lugares como ajo blanco. El ajo macho, a diferencia del ajo común o «ajo hembra», está conformado por un único diente, y es considerablemente más pequeño y redondo. Se usa en la medicina tradicional indígena latinoamericana para diferentes dolencias, así como talismán contra el mal de ojo y la brujería.